# Matowanie szkła

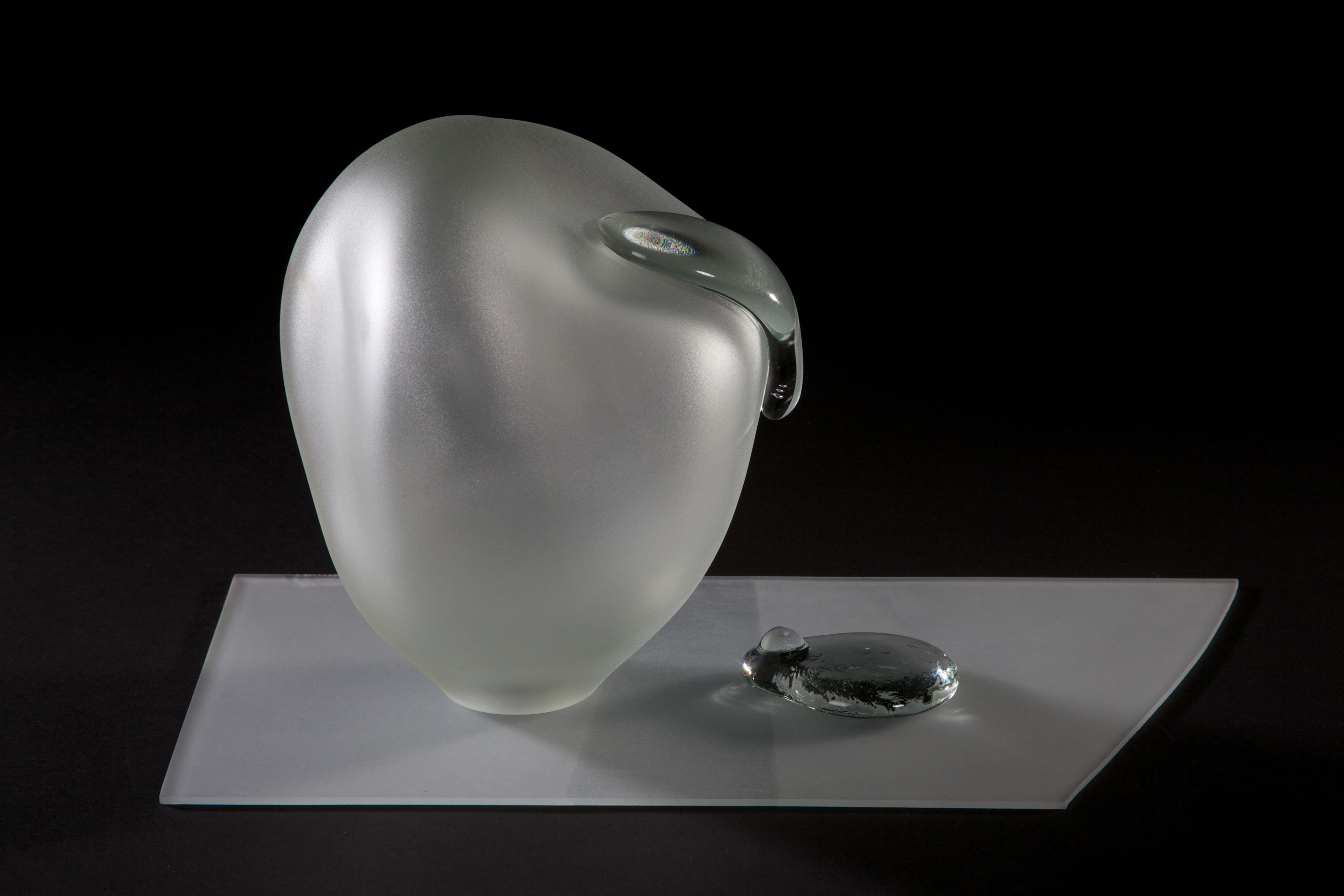
Szkło artystyczne ze zbiorów Auckland War Memorial Museum, większość powierzchni piaskowana (matowana mechanicznie)

Matowanie szkła – technika zdobienia szkła, polegająca na nadaniu szkłu właściwości rozpraszania światła poprzez pokrycie nierównościami jego warstwy powierzchniowej. Szkło matowane zachowuje zdolność przepuszczania światła, ale traci połysk i staje się nieprzezroczyste. W zależności od ziarnistości szkła (rozmiaru wgłębień w warstwie powierzchniowej) wyróżnia się maty gruboziarniste (piaskowe), średnioziarniste i drobnoziarniste (jedwabiste). W zależności od chropowatości szkła (kształtu wgłębień) wyróżnia się maty szorstkie, zwykłe i połyskliwe (satynowe), przy czym im większa chropowatość, tym bielsza powierzchnia matowana.
Matowanie szkła jest techniką reprezentującą metodę zdobniczą – stosuje się je „na zimno”, na ukształtowanych, gotowych przedmiotach szklanych. Jest wykorzystywane w szkle oświetleniowym, meblowym, budowlanym, opakowaniowym, gospodarczym, w przedmiotach reklamowych, okolicznościowych i w szkle artystycznym.

## Sposoby matowania szkła

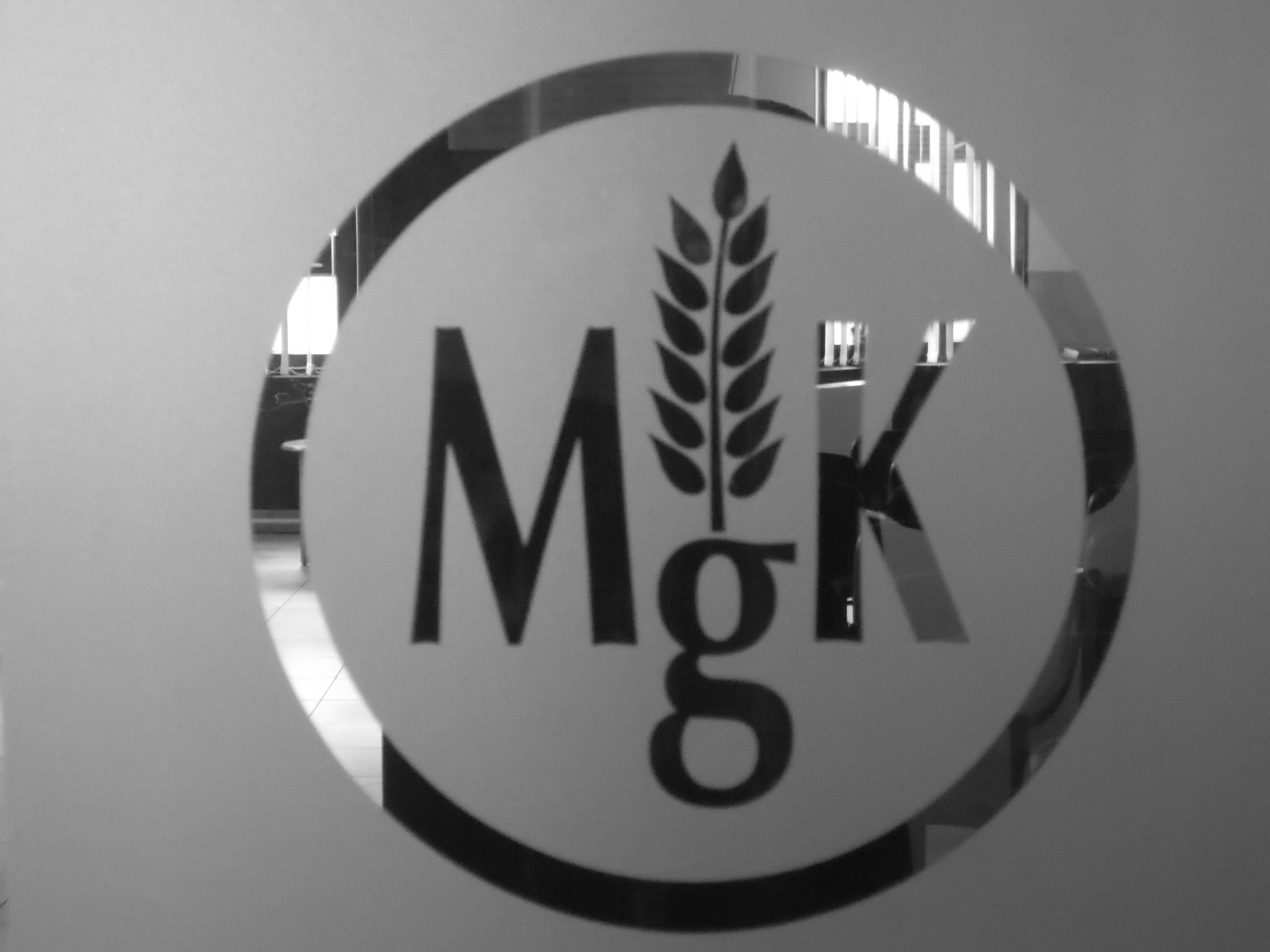
Współczesne matowane drzwi szklane

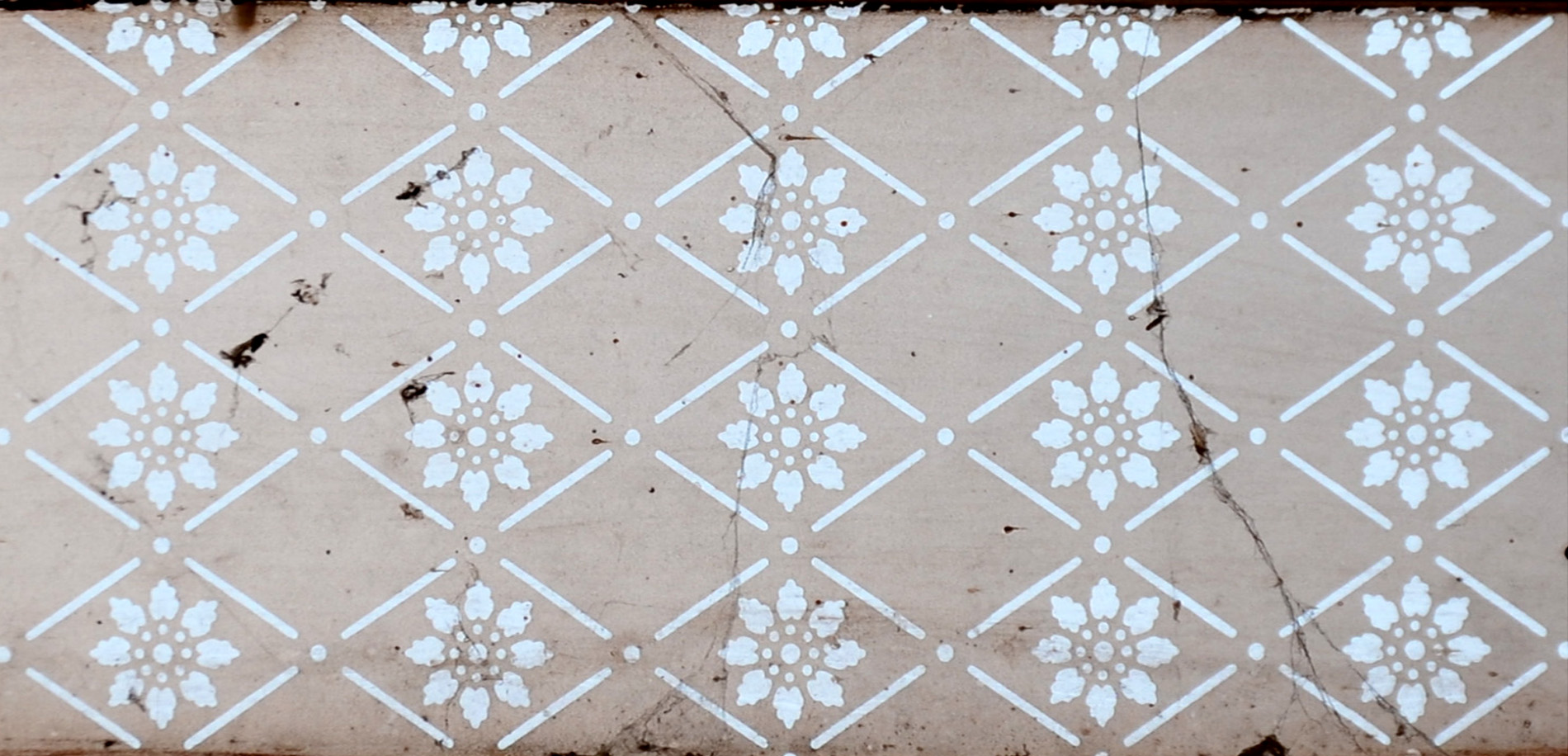
Tafla szklana matowana mechanicznie z deseniem

Szkło matowane jest na trzy sposoby:
- poprzez nałożenie na powierzchnię szkła warstwy cząstek nieprzezroczystych – realizowane przy użyciu farb kryjących[1][6];
- poprzez zespojenie z powierzchnią szkła cząstek tworzących mikrowypukłości – realizowane przy użyciu brokatów – pellurów[1][6];
- wywołanie chropowatości wastwy powierzchniowej szkła poprzez utworzenie w niej mikrowgłębień na skutek matowania chemicznego lub mechanicznego[1][6].

### Matowanie brokatami
Matowanie przy użyciu brokatów rozpoczyna się od naniesienia na powierzchnię szklaną odpowiedniej substancji (kleju) sposobem malarskim lub sitodrukiem. Szkło posypuje się brokatem, a następnie strzepuje jego nadmiar. Tak przygotowane dekoracja zostaje wypalona w warunkach odpowiednich dla danego wyrobu.

### Matowanie chemiczne
Matowanie chemiczne polega na pokryciu szkła równomiernie rozmieszczonymi mikrowgłębieniami na skutek jego rozpuszczania się pod wpływem kwasu fluorowodorowego. Działanie kwasu fluorowodorowego na szkło wykorzystywane jest również do trawienia szkła oraz chemicznego polerowania szkła. Szkło zostaje poddane kąpieli w roztworze matującym, albo nanosi się na nie pasty lub pudry matujące. Kąpiele umożliwiają wydajne matowanie całości przedmiotów szklanych; ziarnistość matu zależy tu od zastosowanych w roztworze fluorków. Pasty matujące nanosi się pędzlem na fragmenty podlegające matowaniu, zwykle w celu uzyskania wzoru. Pudry (pudrowanie matujące) stosuje się głównie w celu uzyskania określonych znaków; najpierw stemplami o pożądanym kształcie odbija się na szkle tusz glicerynowy, następnie odbitkę zasypuje się sproszkowanym kwaśnym fluorkiem amonowym. Możliwe jest również matowanie gazami, tj. gazową postacią fluorowodoru. Sposób ten stosowany jest przy masowej produkcji przedmiotów, np. żarówek.

### Matowanie mechaniczne
Matowanie mechaniczne (zwykle z użyciem piasku kwarcowego, stąd piaskowanie) polega na wyłupywaniu drobnych fragmentów szkła z jego warstwy powierzchniowej przez uderzające w nią ziarna piasku. Szkło matowane mechanicznie jest silnie chropowate i mocno rozprasza światło. W metodzie tej wykorzystuje się urządzenia zwane matownicami (lub piaskarkami), sprężarkowymi lub próżniowymi. W matownicach sprężarkowych piasek wyrzucany jest na szkło przez strumień sprężonego powietrza; w próżniowych – jest zasysany z powietrzem atmosferycznym przez wytworzone wokół szkła podciśnienie próżni. Matownice umożliwiają również uzyskanie wzorów na szkle; w takim przypadku powierzchnie nie podlegające matowaniu zabezpiecza się szablonami z blachy, mas plastycznych, gumy, papieru lub specjalnej folii.